# Геометрия в целом

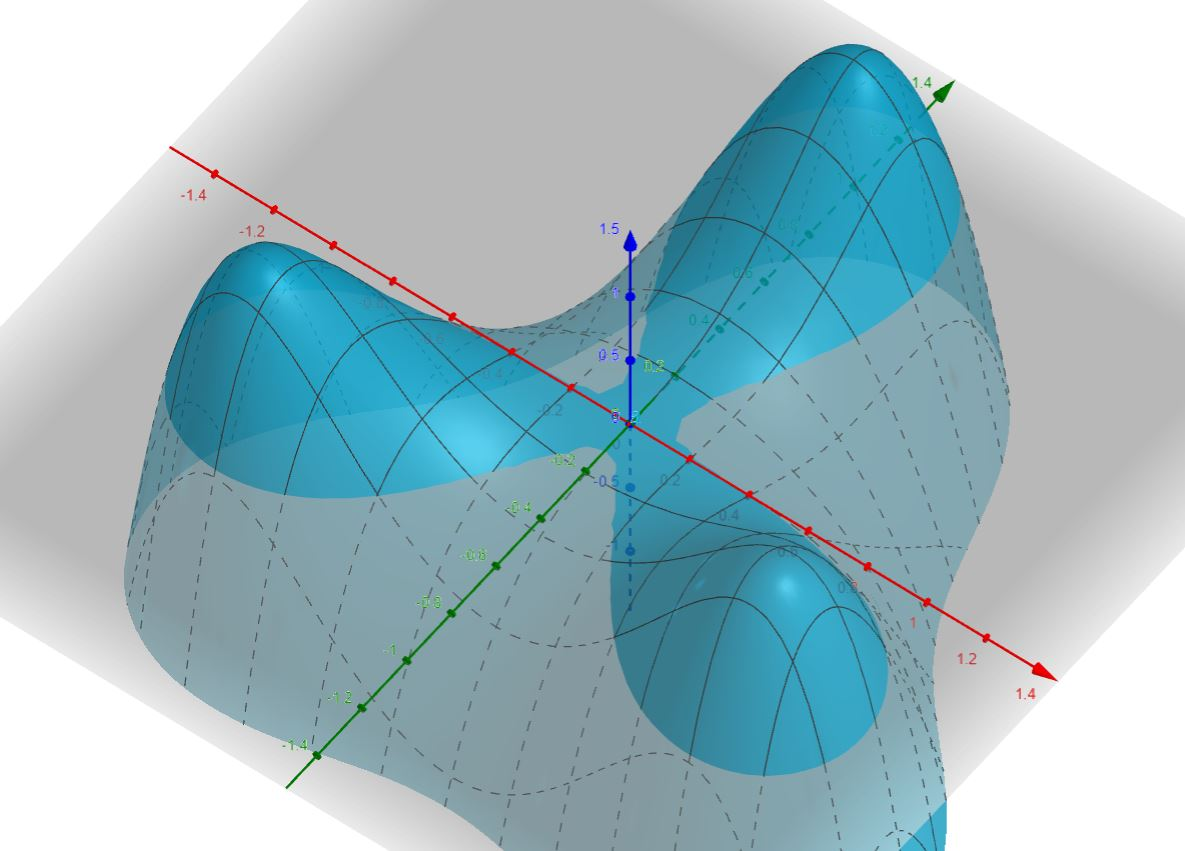
Обезьянье седло

Геоме́трия в це́лом (глобальная геометрия) (англ. geometry in large; нем. Geometrie im Großen) — раздел геометрии, изучающий полный геометрический образ, например: всю кривую, всю поверхность, всё пространство, всё векторное поле, всё тензорное поле, всё отображение одного геометрического образа или всего поля геометрического объекта на другое.
Учитывая, что геометрические объекты могут быть регулярными и нерегулярными, определение геометрии в целом можно также сформулировать следующим образом: геометрия в целом — раздел геометрии, в которой геометрические фигуры (кривые, поверхности и другие) исследуются на всём их протяжении при допущении нерегулярности и локальных особенностей.

## Краткая история
Сам термин «геометрия в целом» впервые появился в математической литературе на немецком языке (нем. Geometrie im Großen) в начале XX века, причём вместе с термином «геометрия в малом (локальная геометрия)», в связи с противопоставлением этих двух геометрий. Подходы прежней геометрии в малом оказались неэффективны для геометрии в целом. Сам термин «геометрия в целом» в математических исследованиях не используется, когда нет указанного противопоставления, и сразу, без этого термина, рассматриваются исключительно объекты в целом (например, в элементарной геометрии, в топологии многообразий).
Геометрические фигуры могут быть регулярными, то есть задающимися достаточно хорошими уравнениями, и нерегулярными. В первом случае регулярных геометрических фигур исследования проводятся в рамках дифференциальной геометрии. Это дифференциальное направление геометрии в целом основали и развили выдающиеся математики Дарбу, Гильберт, Минковский, Вейль, Кон-Фоссен и другие.
Во втором случае нерегулярных геометрических фигур первый результат был получен в 1813 году Коши, который доказал теорему об однозначной определенности метрикой выпуклых многогранников. Затем в 1897 году Минковский доказал следующую теорему единственности. Глубокие исследования вопросов нерегулярной геометрии в целом начались только в 1927—1936 годах с работ Кон-Фоссена. В дальнейшем в 1941—1948 годах А. Д. Александров развивает внутреннюю геометрию общих выпуклых поверхностей. Далее в 1948—1969 годах А. В. Погорелов создал внешнюю геометрию выпуклых поверхностей, а также получил решение ряда крупнейших геометрических проблем; например, в 1948 году он доказал одну из центральных теорем геометрии в целом — об однозначной определенности метрикой произвольных выпуклых поверхностей, обобщающую теорему Александрова о развёртке, которая, в свою очередь, обобщает теорему Коши.

## Геометрия в целом и геометрия в малом
Геометрия в целом противопоставляется геометрии в малом (локальной геометрии) — геометрии, в которой геометрический образ (например, поле, отображение) исследуются лишь в достаточно малых областях, как, например, в классической дифференциальной геометрии.
Качественные отличия свойств в целом от свойств в малом проявляются, например, в следующих направлениях:
- жёсткость, изгибаемость, изометричные погружения поверхностей (например, локальная область выпуклой поверхности изгибаема с сохранением выпуклости, а вся поверхность выпуклого тела так не изгибаема);
- поведение геодезических линий (например, в малой области две точки гладкой поверхности соединимы единственной геодезической, а на всей замкнутой поверхности — бесконечным числом геодезических);
- задание метрики с определенными свойствами на многообразиях (например, метрику везде положительной кривизны можно задать на полной поверхности, гомеоморфной только сфере, плоскости или проективной плоскости).

Описанные качественные отличия породили самостоятельные теории, например:
- риманова геометрия в целом;
- вариационное исчисление в целом.

## Регулярная и нерегулярная геометрия в целом
Получены качественные и количественные результаты в целом для регулярных геометрических структур, то есть на лишенных особенностей многомерных многообразиях, в результате развития современной дифференциальной геометрии.
Однако особенности обычно возникают, например, в следующих случаях:
- при продолжении гладких погруженных многообразий или полей на них;
- при достижении решения экстремальных задач.

Именно поэтому многие проблемы геометрии в целом более естественно возникают в классах, включающих нерегулярные объекты, что приводит к созданию не дифференциально-геометрических подходов. Исследования в целом и исследования особенностей были объединены и развиты для двумерных поверхностей геометрической школой А. Д. Александрова, Н. В. Ефимова, А. В. Погорелова, в которой и получены наиболее законченные результаты в теории поверхностей.